# 東屋 (源氏物語)
| 源氏物語五十四帖 |        |    |        |
| 各帖のあらすじ   |        |    |        |
| 帖               | 名     | 帖 | 名     |
| 1                | 桐壺   | 28 | 野分   |
| 2                | 帚木   | 29 | 行幸   |
| 3                | 空蝉   | 30 | 藤袴   |
| 4                | 夕顔   | 31 | 真木柱 |
| 5                | 若紫   | 32 | 梅枝   |
| 6                | 末摘花 | 33 | 藤裏葉 |
| 7                | 紅葉賀 | 34 | 若菜   |
| 8                | 花宴   | 35 | 柏木   |
| 9                | 葵     | 36 | 横笛   |
| 10               | 賢木   | 37 | 鈴虫   |
| 11               | 花散里 | 38 | 夕霧   |
| 12               | 須磨   | 39 | 御法   |
| 13               | 明石   | 40 | 幻     |
| 14               | 澪標   | 41 | 雲隠   |
| 15               | 蓬生   | 42 | 匂宮   |
| 16               | 関屋   | 43 | 紅梅   |
| 17               | 絵合   | 44 | 竹河   |
| 18               | 松風   | 45 | 橋姫   |
| 19               | 薄雲   | 46 | 椎本   |
| 20               | 朝顔   | 47 | 総角   |
| 21               | 少女   | 48 | 早蕨   |
| 22               | 玉鬘   | 49 | 宿木   |
| 23               | 初音   | 50 | 東屋   |
| 24               | 胡蝶   | 51 | 浮舟   |
| 25               | 蛍     | 52 | 蜻蛉   |
| 26               | 常夏   | 53 | 手習   |
| 27               | 篝火   | 54 | 夢浮橋 |

「東屋」（あずまや）は、『源氏物語』五十四帖の巻名の一つ。第50帖。第三部の一部「宇治十帖」の第6帖にあたる。

## 巻名
巻名は、浮舟の隠れ家を訪れた薫が詠んだ和歌「さしとむるむぐらやしげき 東屋のあまりほどふる雨そそきかな」（東屋に葎が生い茂って戸口を塞いでしまったのか、あまりに長い間雨だれの落ちる中で待たされるものだ）にちなむ（元来「東屋」とは東国の簡素な造りの住まいを指す言葉だが、後世転じて庭園や公園に設けられた休憩用の小さな建物を指すようになった）。なお、『拾芥抄』（前田尊経閣文庫本）に収められた「源氏物語巻名目録」では「卅二　東屋」に小文字で「狭席イ」」（「イ」はおそらく異名の意味）と付記されている。

## あらすじ
薫26歳の八月から九月にかけての話。

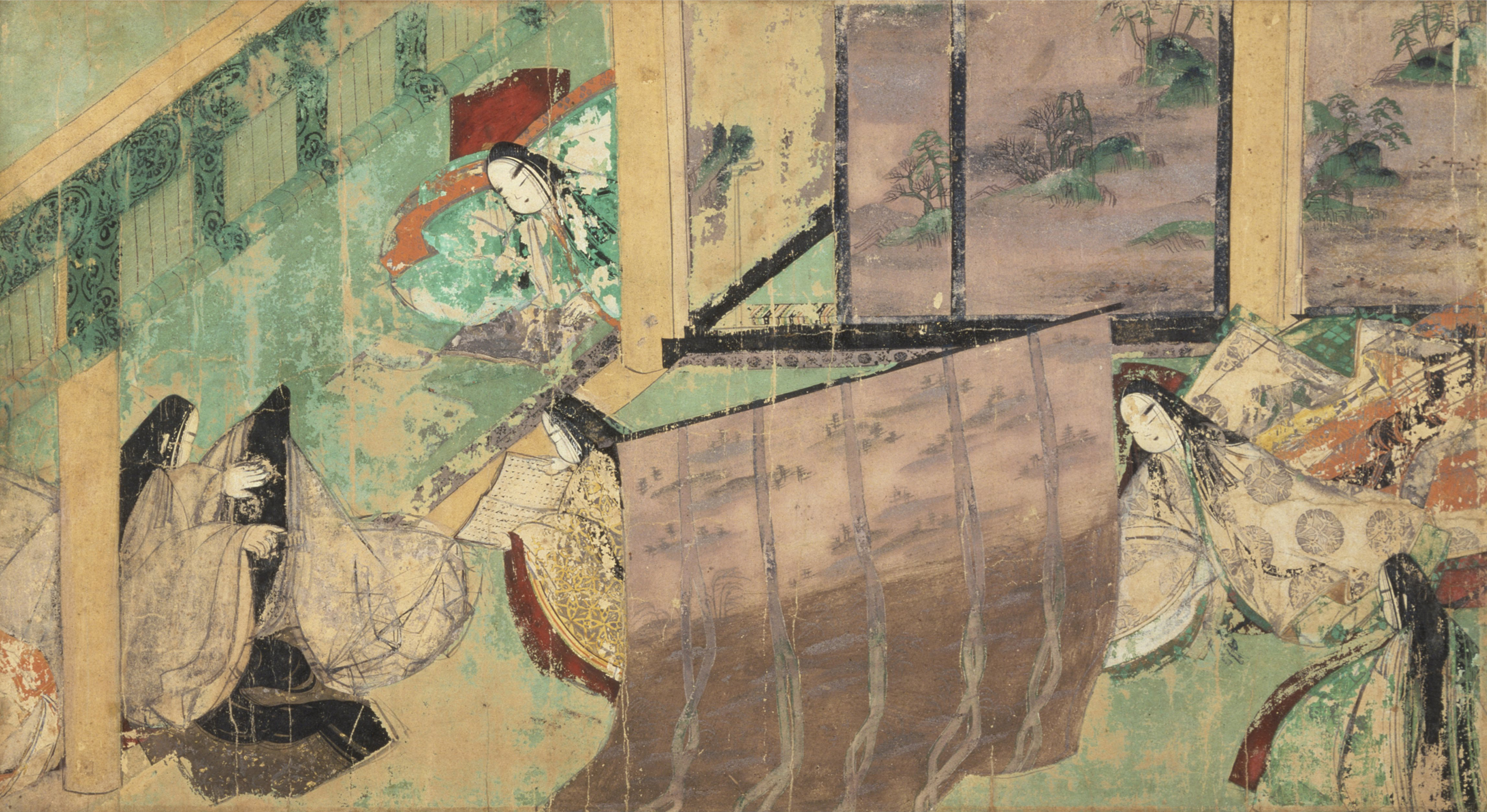
源氏物語絵巻 東屋一（髪を梳かせている中君(左下)と、女房に詞書を読んでもらいながら絵物語に見入る浮舟(中央上)）

薫は、亡き大君に似た浮舟に関心を持ちつつも、受領の継娘という身分の低さにためらっていた。その浮舟の母である中将の君も、身分違いの縁談に消極的だった。
浮舟は、宇治八の宮とその女房であった中将の君との間に生まれた娘だったが、宮には認知されなかった。中将の君はまもなく浮舟を連れて陸奥守（のちに常陸介）と再婚し、東国に長く下っていた。常陸介との間にも数多の子をもうけていたが、高貴の血を引き一際美しい浮舟をことさら大事に育て、良縁をしきりに願っていた。
受領ながらも裕福で家柄も卑しくない常陸介のところには、それを目当てにした求婚者が多かった。20歳を過ぎた浮舟は、そのうちの左近の少将と婚約したが、財産目当ての少将は浮舟が常陸介の実子でないと知るや、実の娘である妹に乗りかえて結婚した。浮舟を不憫に思った中将の君は、彼女を二条院の中君のもとに預けに行く。ところが匂宮が偶然浮舟を見つけ、強引に言い寄ってきた。御所からの知らせで明石の中宮が倒れた事を知らされ、浮舟に未練を残しつつ出かけた匂宮。姉の夫に言い寄られるという出来事にいたたまれない思いの浮舟。騒ぎを聞き彼女の様子を見て、心を痛める中君。髪洗いを終え、女房に髪を梳かせながら彼女と絵巻物を読む中君。姉が生き返ったようだと改めて実感する。かろうじて事なきをえたが、浮舟の乳母からそれを聞いた中将の君は驚いて彼女を引き取り、三条の小家に隠した。
秋九月、薫は浮舟が三条の隠れ家にいることを知り、弁の尼に仲立ちを頼んでその小家を訪れる。そして翌朝、浮舟を車で宇治に連れて行ってしまった。浮舟の不安をよそに、彼女に大君の面影を映し見る薫は、大君を偲びつつも浮舟の顔は亡き大君に瓜二つではあるが、教養は彼女とは比べ物にならないぐらい程遠いことから、今後の浮舟の扱いに思い悩むのだった。